# Burgos-Rundfahrt
Die Burgos-Rundfahrt (Vuelta a Burgos) ist ein Etappenrennen für Radrennfahrer in der Umgebung der Stadt Burgos in Spanien.
Das Rennen findet meist über 5 Etappen Anfang August statt. Es gilt unter den kleineren Rundfahrten als schweres Etappenrennen, bei dem Bergspezialisten gute Chancen haben. In der Regel wird neben der Gesamtwertung auch eine Bergwertung und Mannschaftswertung ausgefahren. Die Burgos-Rundfahrt gehörte seit 2005 zur UCI Europe Tour und war in die Kategorie 2.HC eingestuft. Seit 2020 ist sie Teil der UCI ProSeries. 
Seit 2015 wird von derselben Organisation das Frauenrennen Vuelta a Burgos Feminas veranstaltet.
Rekordsieger mit insgesamt 4 Siegen der Gesamtwertung ist Marino Lejarreta. Die meisten Etappensiege hat Alfonso Gutiérrez mit 7 Tageserfolgen errungen.

## Palmarès
| Jahr | Sieger                  | Zweiter                      | Dritter                 |
| ---- | ----------------------- | ---------------------------- | ----------------------- |
| 1946 | Bernardo Capó           | Senén Mesa                   | Victorio Ruiz García    |
| 1947 | Bernardo Ruiz           | Manuel Rodríguez Barros      | Bernardo Capó           |
| 1981 | Faustino Rupérez        | Eulalio García               | José Enrique Cima       |
| 1982 | José Luis Laguía        | Ángel Ocaña                  | José Luis Navarro       |
| 1983 | Ángel de las Heras Díaz | Felipe Yáñez                 | Eduardo Chozas Olmo     |
| 1984 | Federico Echave         | Faustino Rupérez             | Celestino Prieto        |
| 1985 | José Recio              | Reimund Dietzen              | Celestino Prieto        |
| 1986 | Marino Lejarreta        | Iñaki Gastón                 | Anselmo Fuerte          |
| 1987 | Marino Lejarreta        | Ángel Arroyo                 | Francisco Antequera     |
| 1988 | Marino Lejarreta        | Enrique Aja                  | Laudelino Cubino        |
| 1989 | Francisco Antequera     | Pedro Muñoz                  | Pello Ruiz Cabestany    |
| 1990 | Marino Lejarreta        | Miguel Ángel Martínez Torres | Miguel Indurain         |
| 1991 | Pedro Delgado           | Gianni Bugno                 | José Martín Farfán      |
| 1992 | Alex Zülle              | Raúl Alcalá                  | Federico Echave         |
| 1993 | Laudelino Cubino        | Raúl Alcalá                  | Laurent Dufaux          |
| 1994 | Armand de Las Cuevas    | Laudelino Cubino             | Jim Van De Laer         |
| 1995 | Laurent Dufaux          | Stefano Della Santa          | Gabriele Colombo        |
| 1996 | Tony Rominger           | Miguel Indurain              | Íñigo Cuesta            |
| 1997 | Laurent Jalabert        | Abraham Olano                | Fernando Escartín       |
| 1998 | Abraham Olano           | Leonardo Piepoli             | Ángel Casero            |
| 1999 | Abraham Olano           | Dario Frigo                  | Laurent Dufaux          |
| 2000 | Leonardo Piepoli        | Óscar Sevilla                | Pascal Hervé            |
| 2001 | Juan Miguel Mercado     | José Luis Rubiera            | Eladio Jiménez          |
| 2002 | Francisco Mancebo       | José Luis Rubiera            | Mikel Zarrabeitia       |
| 2003 | Pablo Lastras           | Óscar Pereiro                | Carlos García Quesada   |
| 2004 | Alejandro Valverde      | Denis Menschow               | Leonardo Piepoli        |
| 2005 | Juan Carlos Domínguez   | Joaquim Rodríguez            | Carlos Castaño Panadero |
| 2006 | Iban Mayo               | José Antonio Pecharroman     | Daniel Moreno           |
| 2007 | Mauricio Soler          | Alejandro Valverde           | Carlos Castaño Panadero |
| 2008 | Xabier Zandio           | Íñigo Landaluze              | Walter Pedraza          |
| 2009 | Alejandro Valverde      | Xavier Tondo                 | Tom Danielson           |
| 2010 | Samuel Sánchez          | Ezequiel Mosquera            | Vincenzo Nibali         |
| 2011 | Joaquim Rodríguez       | Daniel Moreno                | Juan José Cobo          |
| 2012 | Daniel Moreno           | Sergio Henao                 | Esteban Chaves          |
| 2013 | Nairo Quintana          | David Arroyo                 | Vincenzo Nibali         |
| 2014 | Nairo Quintana          | Daniel Moreno                | Janez Brajkovič         |
| 2015 | Rein Taaramäe           | Michele Scarponi             | Daniel Moreno           |
| 2016 | Alberto Contador        | Ben Hermans                  | Sergio Pardilla         |
| 2017 | Mikel Landa             | Enric Mas                    | David de la Cruz        |
| 2018 | Iván Sosa               | Miguel Ángel López           | David de la Cruz        |
| 2019 | Iván Sosa               | Óscar Rodríguez              | Richard Carapaz         |
| 2020 | Remco Evenepoel         | Mikel Landa                  | João Almeida            |
| 2021 | Mikel Landa             | Fabio Aru                    | Mark Padun              |
| 2022 | Pavel Sivakov           | João Almeida                 | Carlos Rodríguez        |
| 2023 | Primož Roglič           | Alexander Wlassow            | Adam Yates              |
| 2024 | Sepp Kuss               | Max Poole                    | Finn Fisher-Black       |